# Skarlin
Skarlin (Duits: Skarlin; 1940-1945: Scharlen) is een dorp in het Poolse woiwodschap Ermland-Mazurië, gelegen in de powiat Nowo Miasto. In 2011 woonden er 602 mensen.

## Sport en recreatie
- Door deze plaats loopt de Europese wandelroute E11. De E11 loopt van Den Haag naar het oosten, op dit moment de grens Polen/Litouwen. Ter plaatse komt de route door de bossen van het zuidwesten vanuit Łąkorek. De route vervolgt naar het noordoosten naar Lekarty en Iława.